# Aristocracia castellano-vasca
En Chile, la aristocracia castellano-vasca fue un grupo social de origen castellano y vasco que conformó la élite chilena entre fines del siglo XVIII y mediados del XIX, cuando gran parte de su poder terminó por diluirse ante el creciente dominio capitalista.
Corresponden principalmente familias de apellido Aldunate, Allende, Barros, Eyzaguirre, Carrera, Concha, Correa, Echaurren, Errázuriz, García-Huidobro, Guzmán, Infante, Irarrázaval, Izquierdo, Larraín, León, Matte, Orrego, Pinto, Prieto, Tagle, Toro, Undurraga, Ureta, Valdés, Valdivieso, Velasco, Vergara, Vial, Vicuña, Mendoza y Zañartu.

## Historia

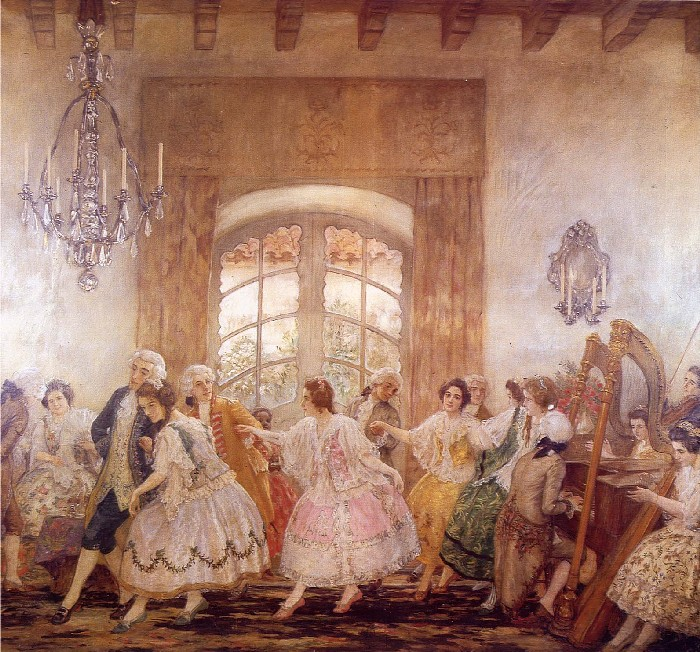
Baile del Santiago Antiguo (1917), óleo de Pedro Subercaseaux.

Este término, acuñado por el historiador Francisco Antonio Encina, aludía a la unión entre el grupo dominante del sistema social local, de origen castellano, con ciertos inmigrantes provenientes del País Vasco quienes lograron hacer considerables fortunas en Chile.
La denominada aristocracia castellana estaba formada por los descendientes de los conquistadores de Chile y por parte de los españoles que llegaban regularmente a instalarse en el país, en quienes la Corona española confiaba el ejercicio del poder en sus provincias de ultramar. En el siglo XVIII, este grupo se encontraba consolidado como aristocracia terrateniente y comercial.
En el siglo XVIII, buena parte de los españoles que llegaban a Chile a trabajar en la administración imperial o el comercio eran vascos. Gracias a su carácter austero y a los vínculos comerciales que tenían con la península, muchos de estos inmigrantes amasaron fortunas considerables, comenzando a establecer lazos matrimoniales entre estos y la élite local, dueña de grandes extensiones de tierras y poseedora de prestigio social.
Este grupo se consolidó rápidamente como dominante en la segunda mitad del siglo XVIII, conservando su posición durante todo el siglo XIX y la primera mitad del siglo XX. Como forma de consolidar su poder, era frecuente en este grupo la compra de títulos de nobleza u órdenes de caballería, así como el establecimiento de mayorazgos, lo que les permitió conservar grandes propiedades sin la necesidad de dividirlas.
El principal centro de asentamiento de este grupo coincidía con las fronteras de la Capitanía General de Chile, es decir en una parte del norte y la zona centro-sur del país, desde La Serena, pasando por Santiago hasta Concepción. Además de su abierto apoyo al movimiento emancipatorio a principios del siglo XIX, la influencia de la aristocracia castellano-vasca fue tal, que podría decirse que la base de la institucionalidad chilena de los siglos XIX y XX obedece mayormente a su influencia directa.
A pesar de haber sido abolidos los títulos nobiliarios en 1817 y los mayorazgos en 1852, la posición de estas familias en el sistema social chileno no cambió, hasta bien entrado el siglo XX. De hecho, aun hoy algunas de estas familias continúan ostentando sus títulos nobiliarios, poseen grandes fortunas y tienen una importante influencia política en el Chile actual. A finales del siglo XX, transmutaron en la subcultura urbana cuica.